# Цигански барон
„Цигански барон“ (на немски: Der Zigeunerbaron) е оперета в 3 действия от австрийския композитор Йохан Щраус (син).

## История
Написана е през 1885 г. Премиерата на оперетата се състои във виенския „Театър ан дер Вин“ (букв. „Театър на река Виен“) на 24 ноември 1885 година. Постига световен успех. Тя е най-популярната оперета на автора след „Прилепът“. Първото изпълнение в България е в София, Свободния театър, 1921 г.
Литературна основа на либретото става новелата „Сафи“ на известния унгарски писател Мор Йокаи (1825 – 1904), написана във връзка със съкровището от Над Сент Миклош. С негово съгласие композиторът поръчва либретото на драматурга Игнац Шницер (1839 – 1921). Той иска да напише лирична опера за придворния театър, но Шницер и Йокаи сключват договор с оперетния театър, което налага промени в характера на музикалната композиция.
Огромна роля играят в нея циганските и унгарските мелодии и характерните за тях ритми. В основата на оперетата е стихията на песенността, ритмите на валса, полката, марша, чардаша.

## Сюжет
Основната тема на оперетата е за човешкото достойнство и побеждаващата любов, националната гордост и стремеж към свобода.
Място на действието е район на границата между Унгария и Румъния, между реките Дунав и Черна – Темешвар (или Тимишоара на румънски).
Земевладелецът Баринкай е изгонен от родния си край заради връзките му с другоземци. След 20 г. неговият син Шандор пристига от чужбина в родния край. Наследственият му бащин замък е превърнат в руини и там се е разположил цигански табор.
Шандор се опитва да ухажва дъщерята на местния богат търговец на свине Жупан, но тя го отблъсква заради бедността му. Той се сприятелява с циганите, става техен предводител и се влюбва в прекрасната млада циганка Сафи. Накрая се изяснява, че Сафи не е циганка, а е дъщеря на турски паша, управлявал Унгария.

## Действащи лица
- Шандор Баринкай – син на богат земевладелец, изгонен от Унгария
- Коломан Жупан – търговец на свине
- Арсена – дъщеря на Жупан
- Людовико Карнеро – комисар на комисията по съблюдаване на местните обичаи
- Мирабела – домоуправителка на Жупан, жена на Карнеро
- Отокар – служител на Жупан, син на Карнеро и Мирабела
- Чипра – стара циганка
- Сафи – дъщеря на турски паша, осиновена от Чипра
- граф Омонай – командир на хусарски отряд
- Пали – стар циганин

## Екранизации
- „Цигански барон“ – съветски телевизионен музикален филм, поставен в киностудията „Лентелефильм“ от режисьора Виктор Окунцов през 1988 г.